# عصام الرامي
عصام الرامي (ولد في 8 مايو 1975) هو مبارز مغربي. شارك في منافسة سلاح الشيش فردي في دورتي الألعاب الأولمبية الصيفية 2004 و2008.

## روابط خارجية
- عصام الرامي على موقع الاتحاد الدولي للمبارزة (الإنجليزية)
- عصام الرامي على موقع أوليمبيديا (الإنجليزية)